# 偷竊

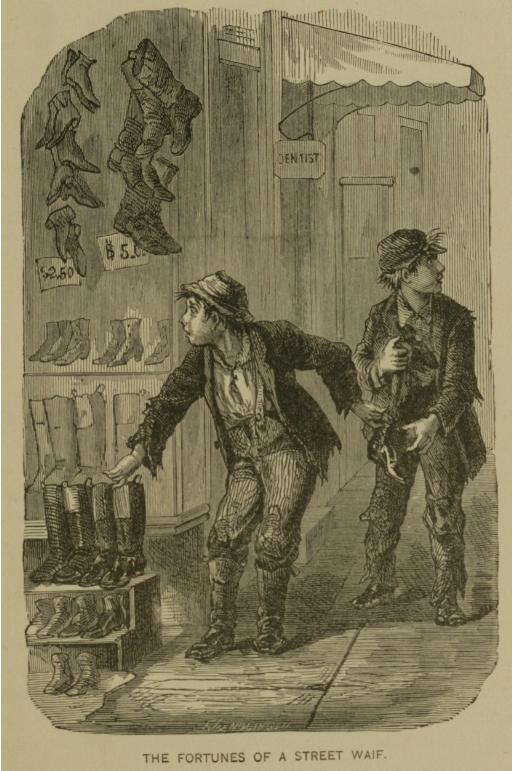
一個年輕的流浪者正在偷取一雙靴。

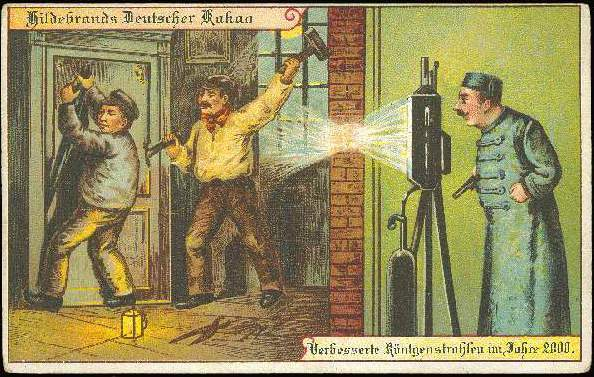
侦探正在调查盗窃行为

偷竊（或稱為盜竊、偷盜），意思是基於自己或第三人的不正當佔有（包括管領、支配、處分等），擅自取走、挪佔他人財產的行為，「不告而取謂之偷」。
偷竊侵奪物主財產權，違反普遍社會道德規範，在法律上，偷竊也是刑法規定的刑事犯罪行為，構成要件是自己或第三人未經物主同意而拿取他人財產，或佔有他人不動產，導致物主找不到自己的財物，就同「偷」沒有分別。
偷竊犯罪為能認知其為他人財產（不包括真的誤認為是自己的財產而取走，但如果發現仍應歸還），而故意未經同意地取走他人財產，為侵犯財產法益的犯罪。可是，至於行為人不具備不法所有意圖，而是未經同意使用他人物品，且物主的支配權沒有受到超出一般人所容許的損害，則屬於學理上之「使用竊盜」，也就是「偷用」，這種條件下是在日常生活中極為常見的行為，故不一定在刑法規定範圍，但可能算是侵害別人使用權益的民事侵害行為，就要根據物主的想法來定義侵害程度。
若偷竊過程中有使用暴力或威嚇行為，稱為「搶劫」（這是十分嚴重的罪行），若使用欺騙手段不正當地取得，則稱為「詐騙」。

## 偷竊的種類
- 店舖盜竊
- 順手牽羊
- 「飽暖思淫慾，飢寒起盜心」，此類以偷盜食物為主，常見於描寫社會黑暗面的各類文學作品。
- 以書籍為偷竊目標的「雅賊」
- 以墓地裡的陪葬品為偷竊目標的「盜墓者」。
- 不以財物多寡為目標，只是享受竊盜時帶來的快感的「盜竊癖」。
- 電氣或能量的竊盜（竊電）
- 沿海或海上搶劫其他船隻財產的海盜

## 各地刑罰

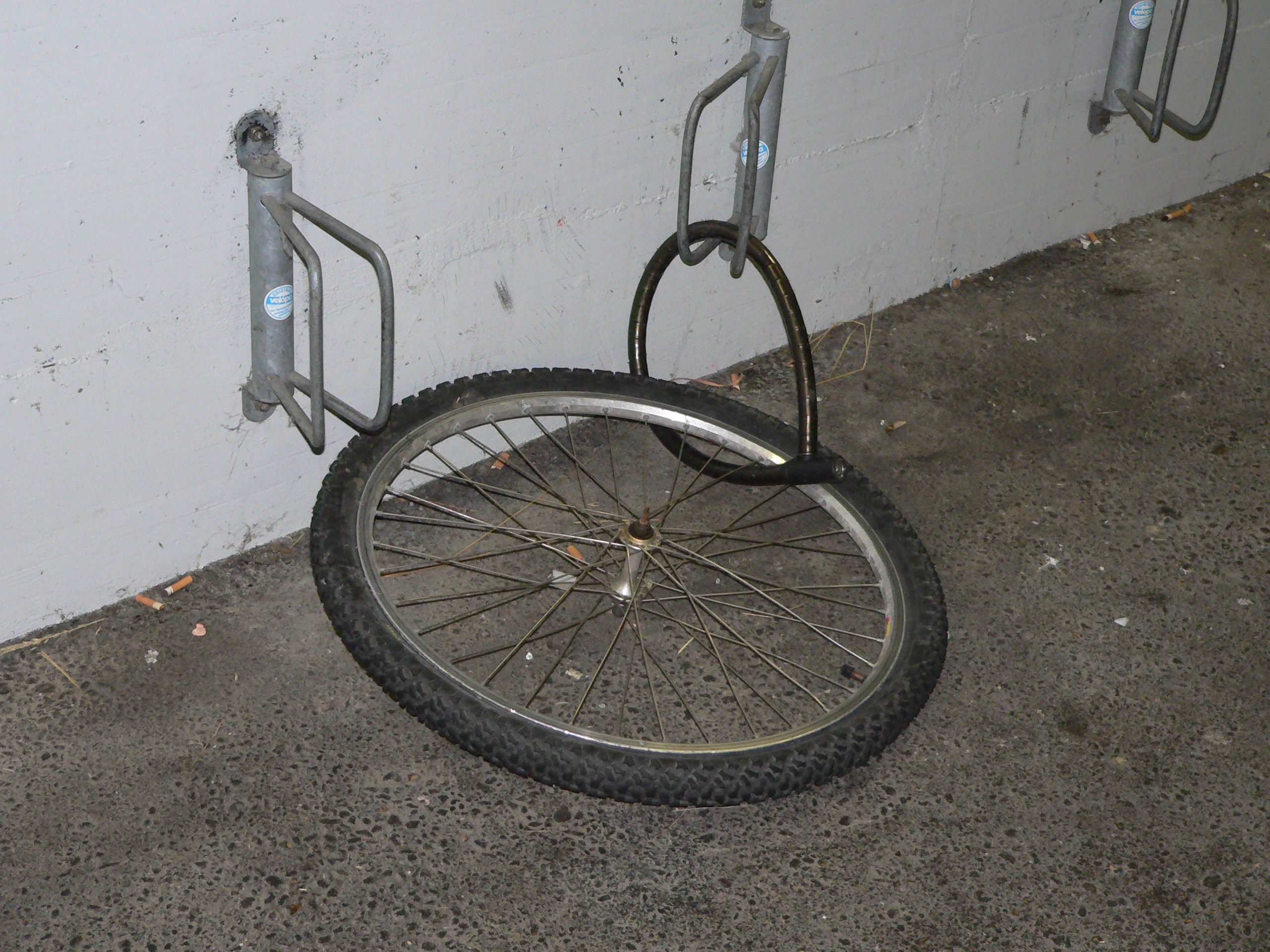
被盗的自行车。

### 中华人民共和国
根据《中华人民共和国刑法》第二百六十四条的规定，盗窃罪是指以非法占有为目的，盗窃公私财物数额较大或者多次盗窃、入户盗窃、携带凶器盗窃、扒窃公私财物的行为。犯盗窃罪的，处三年以下有期徒刑、拘役或者管制，并处或者单处罚金;数额巨大或者有其他严重情节的，处三年以上十年以下有期徒刑，并处罚金；数额特别巨大或者有其他特别严重情节的，处十年以上有期徒刑或者无期徒刑，并处罚金或者没收财产。同时，根据《刑法》第二百一十条和第二百六十五条规定，盗窃增值税专用发票或者可以用于骗取出口退税、抵扣税款的其他发票的，以牟利为目的，盗接他人通信线路、复制他人电信码号或者明知是盗接、复制的电信设备、设施而使用的，均按盗窃罪定罪处罚。该罪名的要点在于故意和非法占有他人财物。因盗窃为非暴力犯罪，故最高量刑为无期徒刑，而抢劫罪的最高量刑为死刑。
2010年9月13日，最高人民法院印发了《人民法院量刑指导意见（试行）》。《意见》规定，构成盗窃罪的，可以根据下列不同情形在相应的幅度内确定量刑起点：
1. 达到数额较大起点的，两年内三次盗窃的，入户盗窃的，携带凶器盗窃的，或者扒窃的，可以在一年以下有期徒刑、拘役幅度内确定量刑起点。
2. 达到数额巨大起点或者有其他严重情节的，可以在三年至四年有期徒刑幅度内确定量刑起点。
3. 达到数额特别巨大起点或者有其他特别严重情节的，可以在十年至十二年有期徒刑幅度内确定量刑起点。依法应当判处无期徒刑的除外。

在量刑起点的基础上，可以根据盗窃数额、次数、手段等其他影响犯罪构成的犯罪事实增加刑罚量，确定基准刑。多次盗窃，数额达到较大以上的，以盗窃数额确定量刑起点，盗窃次数可作为调节基准刑的量刑情节数额未达到较大的，以盗窃次数确定量刑起点，超过三次的次数作为增加刑罚量的事实。
加重情节包括：
1. 累犯
2. 有前科的
3. 犯罪对象为未成年人、老年人、残疾人、孕妇等弱势人员的
4. 在重大自然灾害、预防、控制突发传染病疫情等灾害期间故意犯罪的

### 中華民國
依中華民國刑法第320條針對竊盜規定：「意圖為自己或第3人不法之所有，而竊取他人之動產者，為竊盜罪，處5年以下有期徒刑、拘役或50萬元以下罰金。意圖為自己或第3人不法之利益，而竊佔他人之不動產者，依前項之規定處斷。前2項之未遂犯罰之。」而第321條針對加重竊盜說明：「犯竊盜罪而有下列情形之一者，處6月以上、5年以下有期徒刑，得併科新臺幣10萬元以下罰金：
1. 侵入住宅或有人居住之建築物、船艦或隱匿其內而犯之者。
2. 毀越門扇、牆垣或其他安全設備而犯之者。
3. 攜帶兇器而犯之者。
4. 結夥三人以上而犯之者。
5. 乘火災、水災或其他災害之際而犯之者。
6. 在車站、埠頭、航空站或其他供水、陸、空公眾運輸之舟、車、航空機內而犯之者。

前項之未遂犯罰之。」
而加重竊盜罪於2011年1月26日已修法，以求體例一致，且涵蓋的範圍亦較完整。
森林法對於樹木材料竊盜另有特別規定

### 香港
香港法例第210章《盗窃罪条例》第2条，盗窃罪的基本定义：

一、如任何人不诚实地挪占属于另一人的财产，意图永久地剥夺该另一人的财产，即属犯盗窃罪，而“窃贼”(thief)及“偷窃”(steal)亦须据此解释。

二、作出挪占的目的不论是为了获益，或是为了该窃贼本身的利益，均属无关重要。
根據香港法例第210章《盜竊罪條例》第9條，任何人犯盜竊罪，一經定罪最高可處監禁10年。

### 美国
就以美國法律規範來說，所謂竊盜罪，是有竊盜意圖，違法地盜取他人財產，或加以搶奪的犯罪。大多數美國各州法律，依據所竊盜物品的價值，區分為重竊盜罪（grand）與輕竊盜罪（petty）。英、美也以盜竊手法和目標再分類。搶劫（robbery, 以暴力威脅他人）、爆竊（burglary, 指毀越門扇、牆垣或其他安全設備而犯之者）。、兜售盜竊 (theft，把物品有意再次翻賣)、自用盜竊（larceny, 把物品據為己用）,但因為在其他地區對挪占的目的无关重要，所以均屬盜竊。、乘火災、水災或其他災害之際而犯之者 (looting)。

### 马来西亚
根據《刑法典》第19-C條，存有將他人之動產據為己有或轉歸另一人所有之不正當意圖，而取去此動產者，處最高3年徒刑或科罰金。另外第19-E條(加重盜竊罪)，最高可處10年徒刑，在超商付款收据生成完毕后调换货物或者意图补充差距的价格购买新物品也属于一般盗窃罪。

## 宗教

### 佛教
佛教戒律中包含“不偷盗”（盗戒），是最根本的五戒之一，不论僧俗都必须遵守，破戒者会受到严重的果报，以贪心偷盗故招致到贫穷无用的果报。
- 经典列出盗戒针对几种类别：偷取、劫取、骗取、胁取、讹赖取、抵谩取。
- 犯盗戒戒有六种因缘：有主人的物品；盗取者知道或以为这是有主人的物品；存有盗心；是较重物品（因为当时天竺诸国的法律定偷盗几钱者罪当杀，故制戒时随顺国法，至于如何判断重物标准，古今歷來未定，汉地有五钱、八分银等几种主流说法[3]）；以种种方便办法实施盗窃；确实得手使得物品离开本处。这六种因缘俱全，即爲破戒。
- 犯戒果报：堕三恶道；若生人道中，贫穷下贱，即便拥有多资财也不能自主使用；自家的房屋、莊稼，常遭洪灾、水灾、冰雹、霜冻等灾害毁灭；别人丢失财物，自己最易成爲怀疑对象；身常受苦，心怀忧恼。

### 亚伯拉罕一神教
亚伯拉罕一神教的十诫中第八爲“不可偷盗”。

### 伊斯蘭教法
依伊斯蘭教法，偷竊罪可被判斬手懲罰。《古蘭經》第5章38節說：「偷盜的男女，你們當割去他們倆的手，以報他們倆的罪行，以示真主的懲戒。」現時在沙特阿拉伯、伊朗及尼日利亞北部實施伊斯蘭教法的州犯偷竊罪有可能會被判斬手懲罰。不過有聖訓（例如《穆斯林聖訓實錄》17:4177－4179、4181）指如果偷取的物品少於某價值，則不應實施斬手懲罰。

### 引用
1. ↑  竊盜、加重竊盜 - 聯晟法網 （页面存档备份，存于）
2. ↑  香港條例第210章《盜竊罪條例》 （页面存档备份，存于）
3. ↑  .   [2018-10-14]. （原始内容存档于2020-09-30）.
4. ↑  《戒不掉偷癮埃及男自斷雙掌》 （页面存档备份，存于），自由電子報，2013年8月30日。
5. ↑  The Book Pertaining to Punishments Prescribed by Islam (Kitab Al-Hudud) （页面存档备份，存于）, Translation of Sahih Muslim, Book 17.

## 延伸阅读
[在维基数据编辑]
 《欽定古今圖書集成·經濟彙編·祥刑典·盜賊部》，出自陈梦雷《古今圖書集成》